# Volyně
Volyně är en stad i Tjeckien.   Den ligger i regionen Södra Böhmen, i den sydvästra delen av landet, 110 km söder om huvudstaden Prag. Volyně ligger 463 meter över havet och antalet invånare är 3 190.
Terrängen runt Volyně är platt åt nordost, men åt sydväst är den kuperad. Volyně ligger nere i en dal. Runt Volyně är det ganska glesbefolkat, med 40 invånare per kvadratkilometer. Närmaste större samhälle är Strakonice, 10,7 km norr om Volyně. Omgivningarna runt Volyně är en mosaik av jordbruksmark och naturlig växtlighet.